# 앤디 스탈

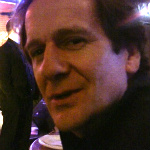

앤디 스탈(Andrew Stahl, 1952년 4월 8일 ~ )은 미국의 배우, 음악가, 작곡가 겸 작사가이다.
샌안토니오에서 태어났다.

## 출연 작품
- 테이블 19 (2017년)
- 더 베이 (2012년)
- 스테이트 오브 이머전시 (2011년)
- 블라인드 사이드 (2009년) - 샌드스톰 교장 역
- 미스트 (2007년)
- 판타스틱 4 - 실버 서퍼의 위협 (2007년)
- 워크 앤 더 글로리 3 (2006년)
- 글로리 로드 (2006년)
- 러스틴 (2001년)
- 패트리어트 - 늪 속의 여우 (2000년)
- 옥토버 스카이 (1999년)
- 왓 더 데프 맨 허드 (1997년)
- 결혼식의 멤버 (1997년)
- 앤더슨빌 (1996년)
- Our Son, the Matchmaker (1996)
- 래리 플린트 (1996년)
- 타임 투 킬 (1996년)
- 서부 대탈출 (1995년)
- 톰과 허크 (1995년)
- 오거스트 킹 (1995년)
- 의뢰인 (1994년)
- 애모 (1993년)
- 리얼 맥코이 (1993년)
- FBI 기동 타격대 3 (1991년)
- 운명의 칵테일 (1990년)
- 어니스트 3 - 감옥에 가다 (1990년)
- 내쉬빌 비트 (1989년)
- 영광의 계단 (1989년)
- 인 더 히트 오브 더 나잇 (1988년)
- 굿바이, 미스 4th 오브 줄라이 (1988년)
- 메이플라워 마담 (1987년)
- 타임 트라이엄프 (1986년)
- 살아가는 나날들 (1984년) - 데이브 버킨 역

### 텔레비전
- 남과 북 (1985-86)